# Шмарна гора
Шмарна гора је усамљено брдо северно од Љубљане. Има два врха, мањи је Шмарна гора а виши је Грмада (676 м). Омиљен је излетнички циљ Љубљанчана, нарочито викендом, када доста људи иде на Шмарну гору на чај и пециво да ужива у прелепом погледу на читаву Љубљану и околину. 

## Историја
Врх брда је био насељен већ у праисторији. На Шмарној гори је 1216. године била изграђена капела Свете Марије а 1432. године и ходочасничка црква Свете Богородице.
Шмарна гора је имала битну улогу за време турских похода и пљачкања по Словенији. Брдо је служило као табор и тачка за осматрање и извиђање околине. Приликом турског напада на Грмади би запалили велику ватру, која би се видела далеко наоколо и тако је упозоравано локално становништво.
Постоји једна легенда из турских времена. Црквено звоно свакога дана звони у 11:30 умјесто у 12:00 како је то било уобичајно. Разлог је у томе, да су се Турци договорили да ако не заузму врх брда са црквом Свете Богородице пре подне, да ће се вратити назад према Босни. Браниоци на брду су се некако домогли те информације па су поручили црквењаку да звони пола сата пре подне, у 11:30. Тако се Шмарна гора и у њој склоњено становништво спасило од Турака, а звона и дан данас звоне у 11:30 уместо у подне.